# Torre de Cebolleda III
Torre de Cebolleda III está enclavada en el Macizo Occidental de los Picos de Europa o Cornión, en la divisoria de los concejos asturianos de Amieva y Cangas de Onís en la cordillera Cantábrica.
Es la cima principal y más alta de las tres torres denominadas Torres de Cebolleda. La dificultad de su ascensión se cataloga como  Algo difícil superior. El itinerario normal parte desde los lagos de Covadonga y pasa por el refugio de Vegarredonda. 
- Datos: Q6150375